# Laineck

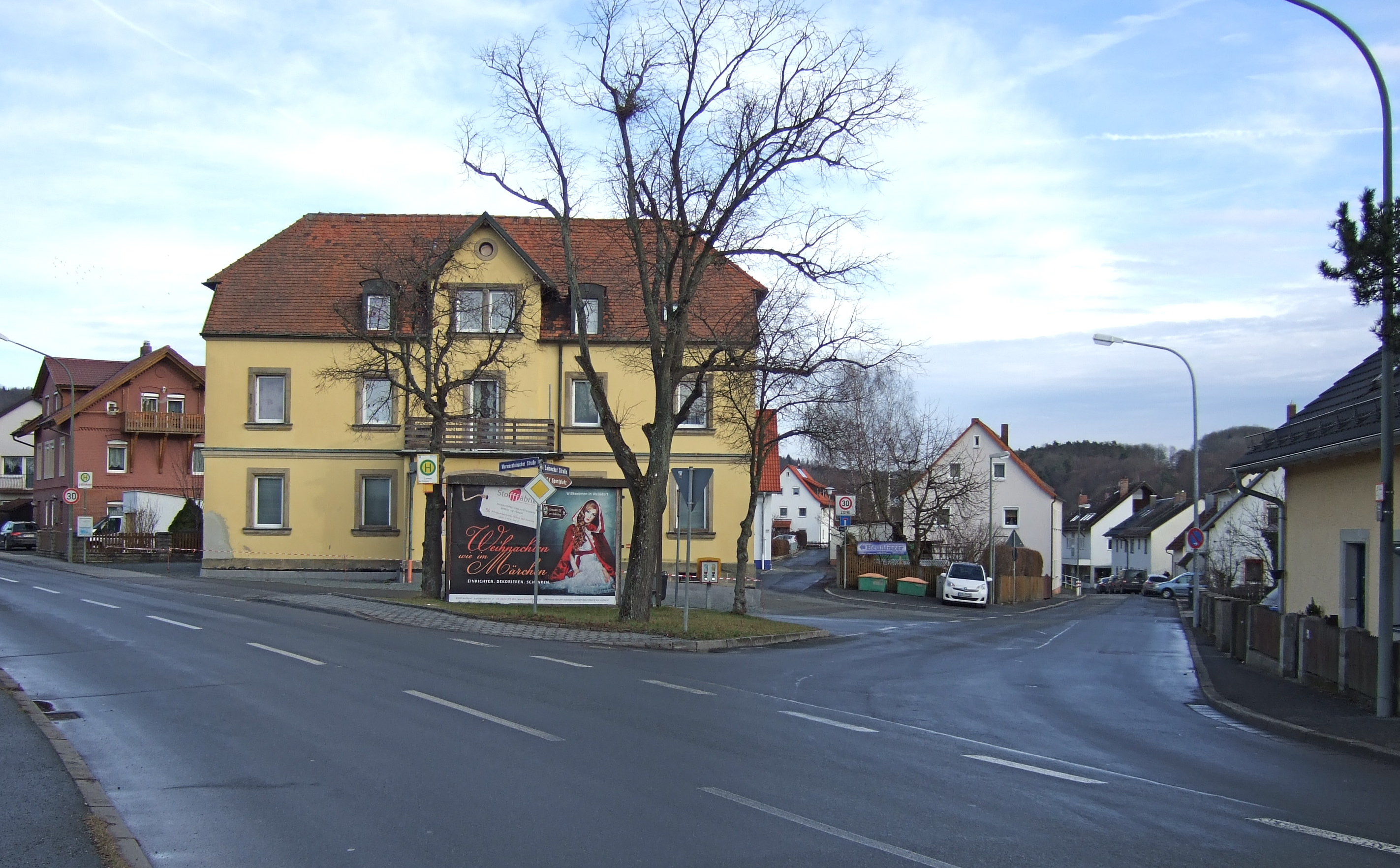
Straßengabelung an der Bahnstation: Warmensteinacher Straße, Odinweg und Lainecker Straße

Laineck ist ein Gemeindeteil der kreisfreien Stadt Bayreuth im bayerischen Regierungsbezirk Oberfranken. Die Gemarkung Laineck hat eine Fläche von 4,701 km². Sie ist in 1170 Flurstücke aufgeteilt, die eine durchschnittliche Flurstücksfläche von 4017,84 m² haben. In ihr liegen neben dem namensgebenden Ort die Gemeindeteile Friedrichsthal, Oschenberg, Pudermühle, Rodersberg, Spinnerei und Walkmühle.

## Lage
Der Stadtteil liegt im Nordosten der Stadt am Ausgang des Tals der (Warmen) Steinach.

## Beschreibung

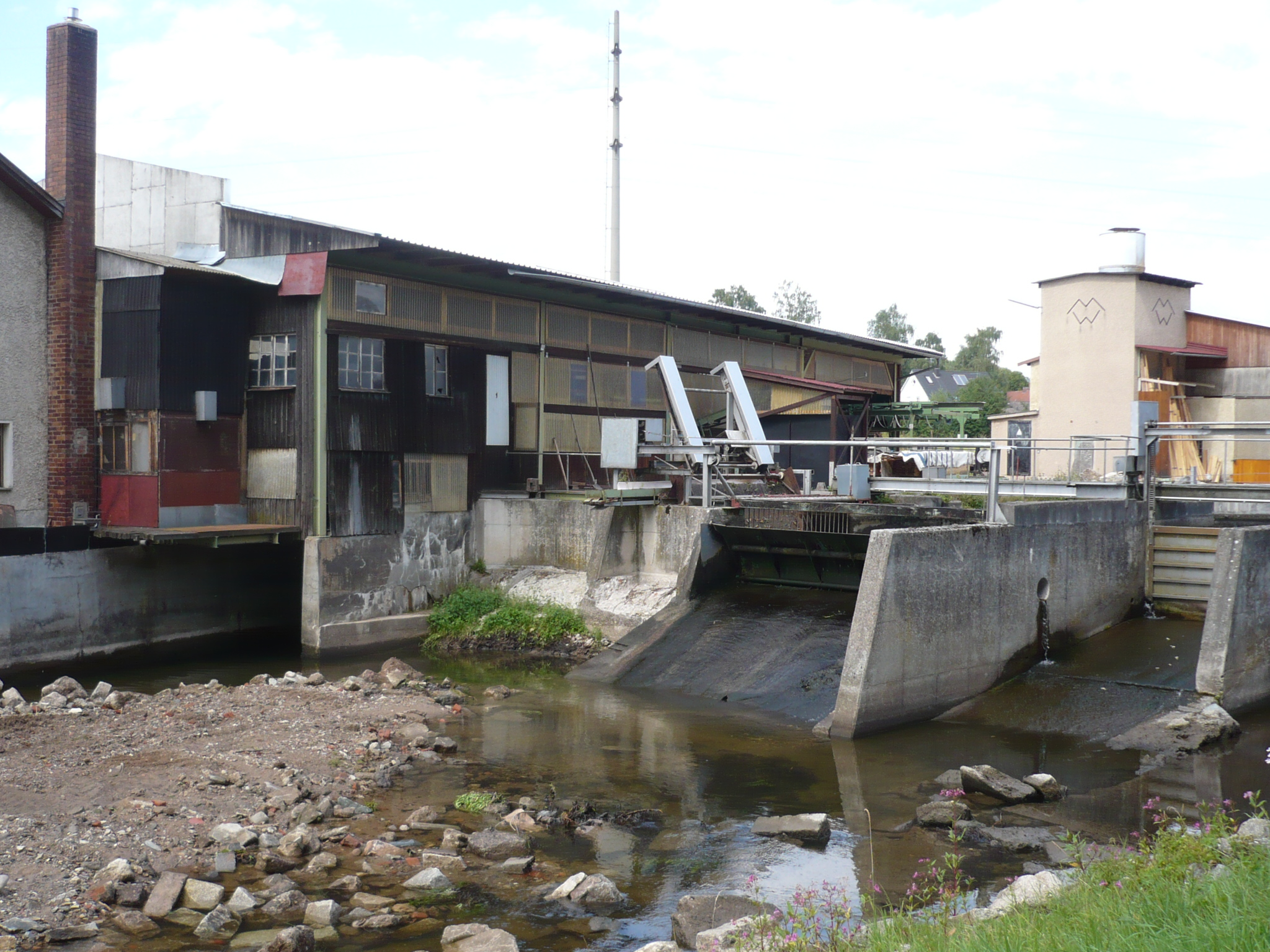
Steinachwehr an der Walkmühle

Der Ort besteht aus den beiden Teilen Oberend und Unterend nördlich und südlich des einst dort verlaufenden Döhlauer Grabens. Dieser künstliche Kanal zweigt von der Steinach ab und versorgte den Brandenburger Weiher im nahegelegenen Sankt Georgen. Unterend gilt als das historische Ortszentrum, es hat seinen dörflichen Charakter weitgehend bewahrt. Dort steht auch das seit dem 14. Jahrhundert belegte Schloss, ein einstiges Rittergut, das später als Armenhaus und Arbeiterwohnhaus diente und in dem derzeit ein Kindergarten untergebracht ist. Unweit davon lag die Untere Mühle, die 1967 abgerissen wurde. Westlich des Schlosses überwiegen Ein- und Mehrfamilienhäuser, die ab den 1950er Jahren entstanden, dort steht auch eine katholische Kirche. An der Straße nach Rodersberg befindet sich die Bohrung der Lohengrin Therme, wo 20.000 Jahre altes Heilwasser aus einer Tiefe von 1122 Metern gewonnen wird.
Die Walkmühle im Talboden am Südrand Lainecks wurde bereits vor 1728 als Marmormühle angelegt und ist noch als Schneidmühle in Betrieb. Der 1896 eingerichtete Haltepunkt Laineck der Bahnstrecke Bayreuth–Warmensteinach liegt am Nordrand des Ortes. Aus dieser Zeit stammt ein Teil der Bebauung an der nahegelegenen Lainecker Straße, vorwiegend Wohnhäuser für Arbeiter der Flachsspinnerei in Friedrichsthal.
Oberend liegt hangaufwärts und ist nicht eindeutig von Friedrichsthal zu trennen. Dort beginnt die Straße Friedrichsthal, die Bahnstation Friedrichsthal liegt ebenfalls in Laineck-Oberend. An der Warmensteinacher Straße befinden sich das neue Feuerwehrhaus und die evangelische Kirche.

### Siedlung Laineck

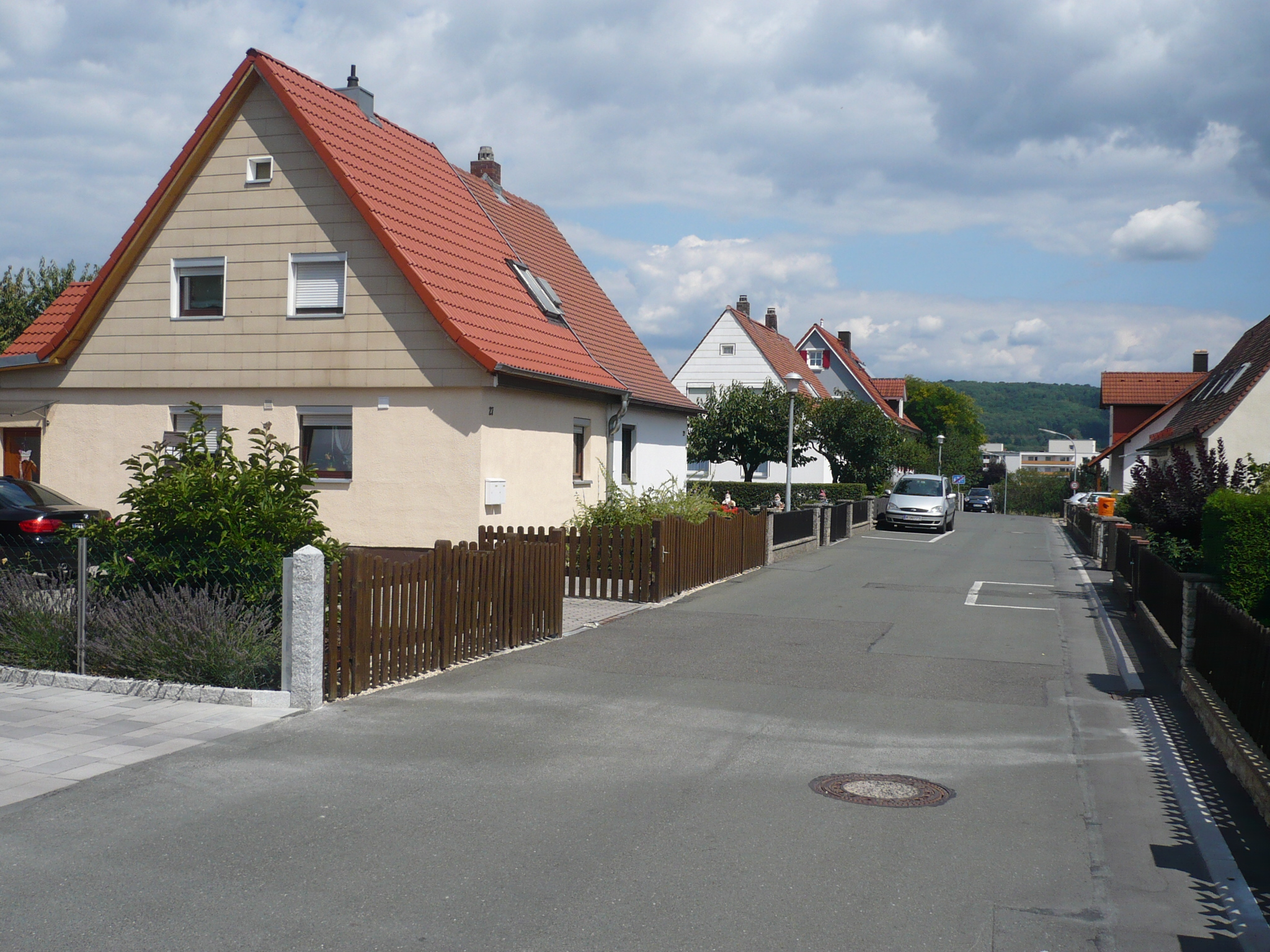
Siedlungshäuser von 1932/33 am Bühlweg

Nach dem Reichsheimstättengesetz von 1920 wurden der Stadt Bayreuth im April 1932 Mittel in Höhe von 75.000 RM für den Bau von 30 Siedlerstellen zugeteilt. Für die geplanten eingeschossigen Doppelhaushälften auf einem 7,5 ha großen Grundstück an der Lainecker Straße, das außerhalb des Stadtgebiets lag, bewarben sich 135 Familien. Das Gebiet wurde von Bayreuther Bauunternehmen erschlossen. U. a. dank der Eigenleistung der künftigen Bewohner konnten die Baukosten niedrig gehalten werden; der am Bauplatz vorhandene Kies wurde zur Fertigung der Mauersteine genutzt, Bauholz durfte verbilligt im Staatswald geschlagen werden. Im August 1932 wurde ein zusätzliches Darlehen in Höhe von 40.000 RM aufgenommen und das Siedlungsprogramm um 16 Doppelhaushälften erweitert. Im November 1932 konnte das letzte Richtfest, kurz nach der Machtergreifung der Nationalsozialisten die Fertigstellung aller 23 Doppelhäuser gefeiert werden.
Schon für damalige Verhältnisse waren die baugleichen Wohneinheiten mit je 40 m² Wohnfläche klein und einfach ausgestattet. Sie wiesen eine Wohnküche und zwei Schlafzimmer, jedoch noch kein WC auf. Bei Bedarf konnte das Dachgeschoss ausgebaut werden. Neben einem Keller verfügten sie über eine Waschküche und einen Stallanbau für die Kleintierhaltung. Die 700–1000 m² großen Grundstücke trugen als Nutzgärten zur Versorgung der Familien bei. Sie wurden in Erbpacht vergeben, konnten seit Ende 1977 aber zu günstigen Konditionen von der Stadt erworben werden.
Vielfach wurden die bestehenden Häuser mittlerweile in Richtung der Gärten erweitert, vereinzelt erfolgte auch ein kompletter Neubau. Der ursprünglich einheitliche Charakter der Siedlung ging nicht zuletzt durch zusätzliche Wirtschafts- und Garagengebäude sowie Carports verloren. Ein Flächennutzungsplan wurde 1978 erstellt, ein Bebauungsplan aus dem Jahr 1992 regelt die zulässigen Baumaßnahmen.
Aus Gründen des Lärmschutzes wurde die unmittelbar an der Siedlung Laineck gelegene Bundesautobahn 9 zwischen 2001 und 2006 auf einer Länge von ca. 325 m nach Plänen von Eberhard Schunck eingehaust.

## Geschichte

Laineck auf der Riediger-Karte von 1745

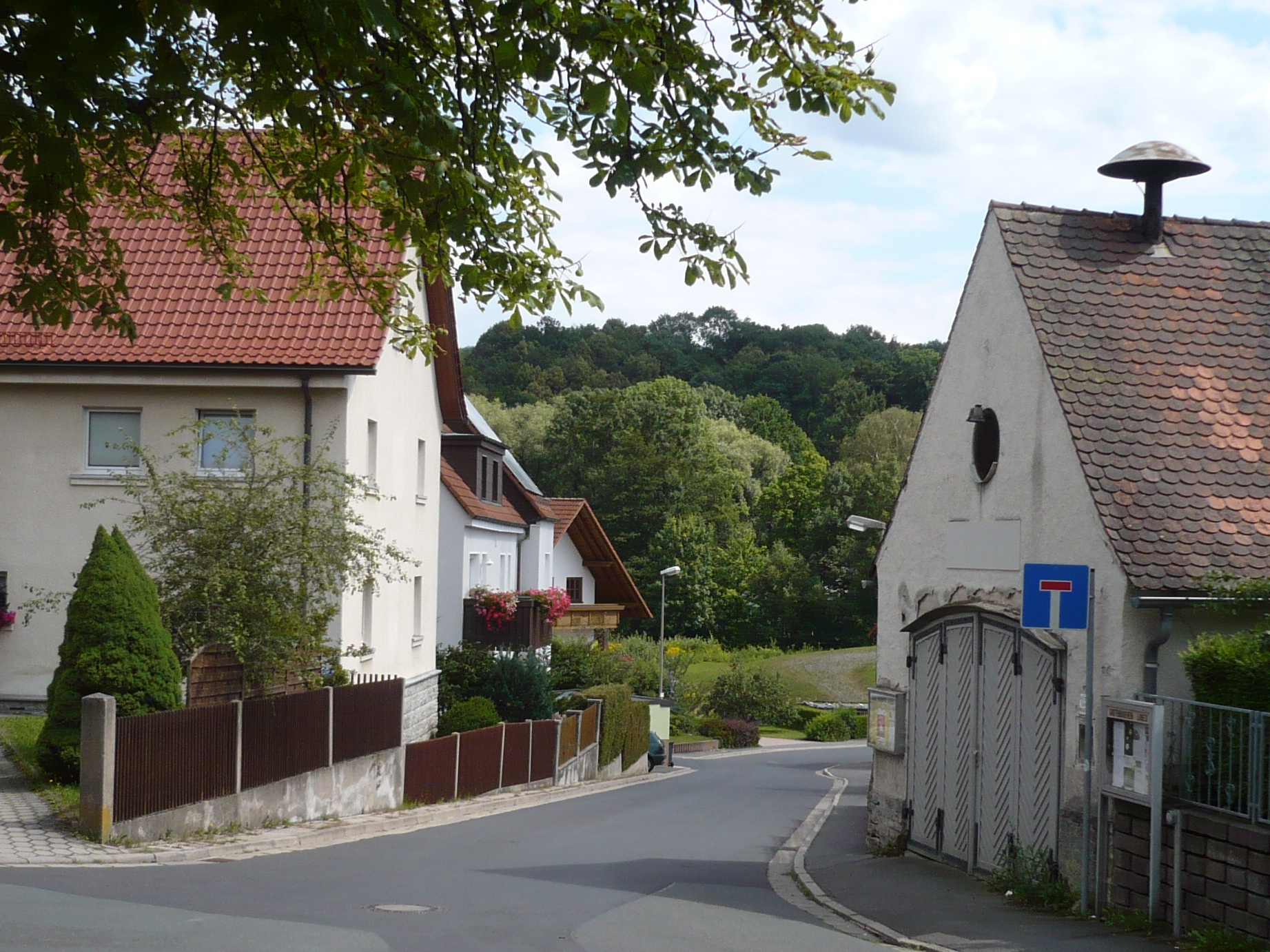
Straße Hirtenbühl in Unterend mit dem alten Feuerwehrhaus

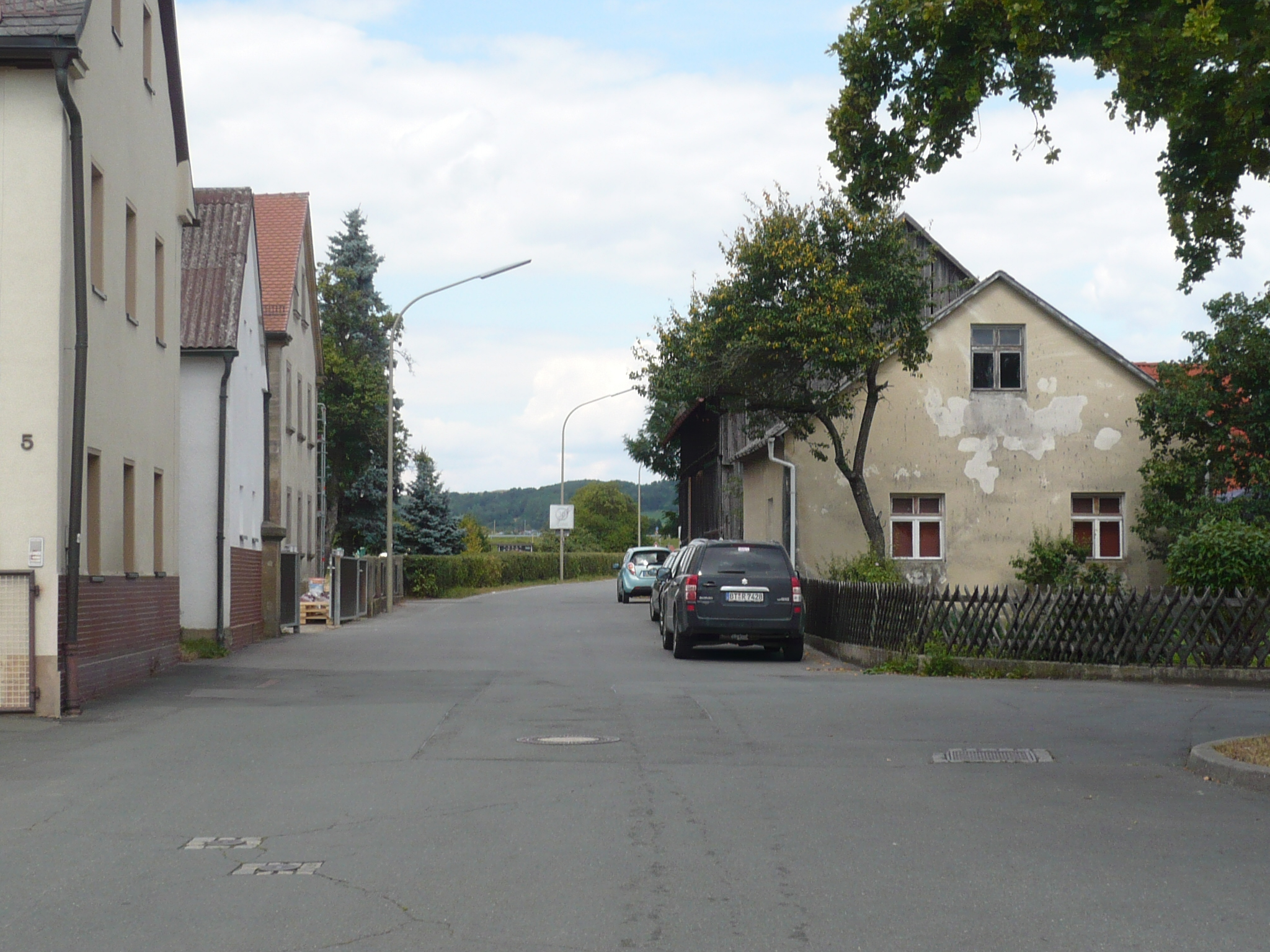
Schützenstraße in Oberend

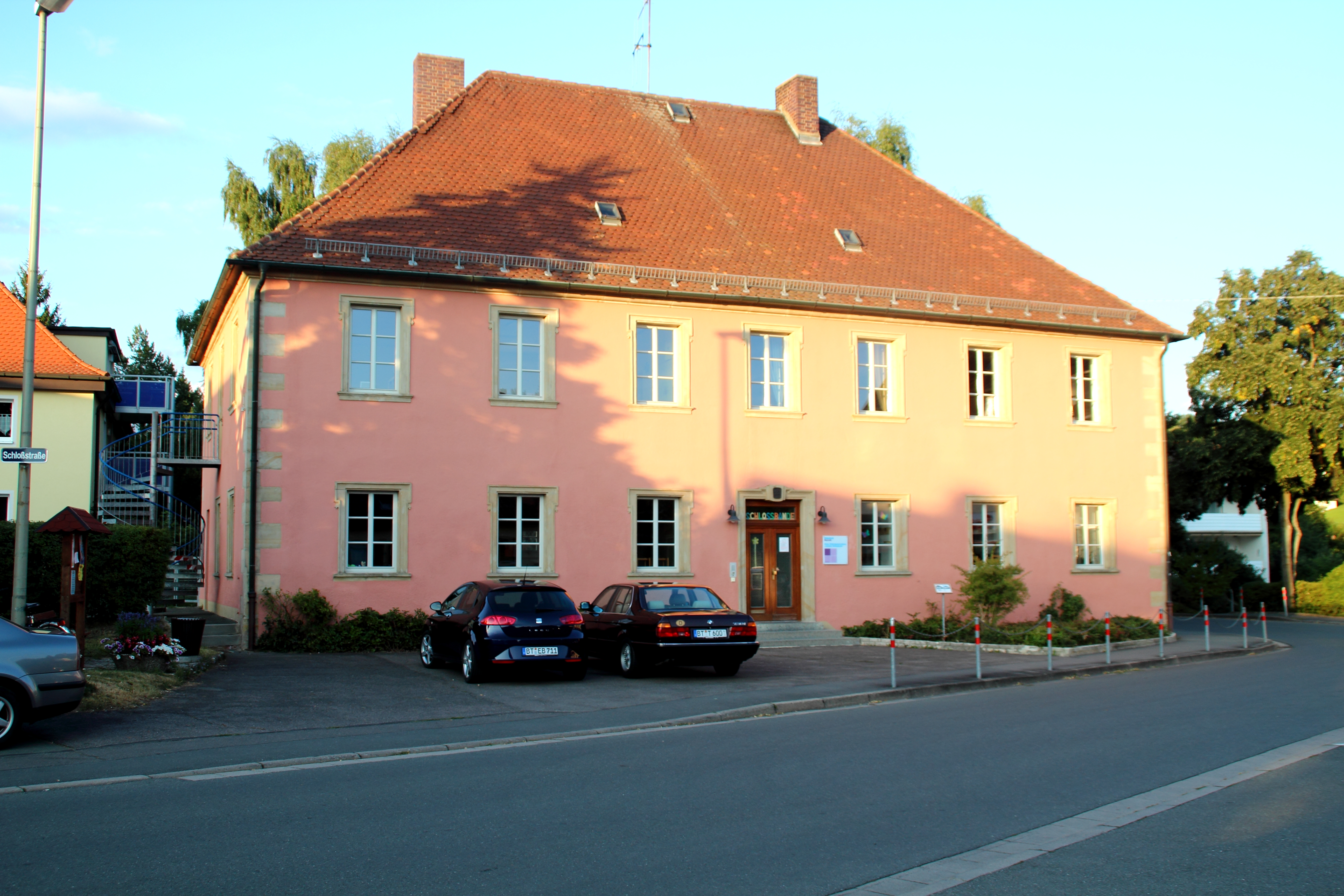
Schloss Laineck

Laineck ist vermutlich älter als die Stadt Bayreuth selbst. Dennoch weist der Ort kaum nennenswerte bauliche Relikte auf, auch besaß er bis in die jüngere Vergangenheit keine eigene Kirche. 1419 wurde der Ort als „Leneck“ im Lehenbuch des Burggrafen Johann III. erwähnt. Von 1875 bis 1961 verdreifachte sich die Einwohnerzahl von 623 auf 1955.
Ende des Jahres 1872 beschlossen die Bürger der Gemeinde die Gründung einer Freiwilligen Feuerwehr. Deren Gründungsversammlung mit zunächst 61 Mitgliedern fand am 5. Januar 1873 statt. Viele Jahre war sie auf mehrere, teils provisorische Standorte verteilt, ehe sie 1993 an der Warmensteinacher Straße ein Feuerwehrhaus erhielt. Im Jahr 2022 hatte sie fast 380 Mitglieder, von denen rund 50 als Feuerwehrleute aktiv waren. Bedeutendster Einsatz war ein Großfeuer in der Baumwollspinnerei in Friedrichsthal im Jahr 1985.
1932/33 wurde am westlichen Ortsausgang das Kleinsiedlungsprojekt „Siedlung Laineck für Arbeiterfamilien“ mit Mitteln des Reichsheimstättengesetzes realisiert. Dort wurden, vorwiegend für kinderreiche Handwerkerfamilien, zu Doppelhäusern zusammengefasste Siedlungshäuschen errichtet. Das Gelände der Siedlung wurde 1933 aus der Gemeinde ausgegliedert und der Stadt Bayreuth zugeschlagen, 1939 folgte der Bereich des damaligen Flugplatzes.
Das Dorf Laineck sei eine reiche Gemeinde gewesen, schilderte Herbert Frosch, von 1966 bis 1972 Mitglied des letzten Gemeinderats. Viele Einwohner hätten in der Baumwollweberei im Ortsteil Friedrichsthal gearbeitet, was Laineck, trotz landwirtschaftlicher Nutzung im Bereich des Rodersbergs, sozialdemokratisch prägte. Zur Infrastruktur gehörten neben Schule, Bank und Post mehrere Geschäfte und Wirtshäuser. 1953 wurde der Ort an das Bayreuther Trinkwassernetz, 1968 an die Kläranlage der Stadt und deren Stadtbusnetz angeschlossen. Trotz dieser Verflechtungen votierten Anfang der 1970er Jahre fast alle der rund 2000 Lainecker Bürger gegen eine Eingemeindung nach Bayreuth.
Dem Ergebnis der Abstimmung durch die Bürger folgend fasste der Gemeinderat im August 1971 einstimmig den Beschluss, gegen den Willen der Staatsregierung für die weitere Eigenständigkeit der Gemeinde Laineck im Landkreis Bayreuth einzustehen. Alternativ wurde sogar über einen Anschluss an Bindlach nachgedacht. Am 1. Juli 1972 wurde Laineck dennoch nach Bayreuth eingemeindet, was unter anderem zur Umbenennung mehrerer Straßen führte. Allerdings hatten die Lainecker zäh verhandelt; so blieb die Feuerwehr eigenständig, die Dorfschule blieb erhalten und die Stadt übernahm die Finanzierung der im Bau befindlichen Schulturnhalle. Vor der Übernahme erhielt jeder Lainecker Bürger 5 DM aus der Gemeindekasse.
Ende Dezember 1991 wurde zwischen der Stadt Bayreuth und der Energieversorgung Oberfranken (EVO) ein Partnerschaftsvertrag besiegelt, mit dem die Zuständigkeit für die Stromversorgung des gesamten Stadtgebiets auf die Stadtwerke übertragen wurde. Als letzte ehemals eigenständige Gemeinde wurde Laineck 1997, bis dahin von der EVO bzw. deren Vorgänger Bayerische Elektricitäts-Lieferungs-Gesellschaft AG (BELG) mit elektrischem Strom beliefert, in die Vereinbarung einbezogen.

### Verwaltung
Zur Realgemeinde Laineck gehörten Pudermühle, Rodersberg und Walkmühle. Gegen Ende des 18. Jahrhunderts gab es in Laineck mit Rodersberg 44 Anwesen. Die Hochgerichtsbarkeit stand dem bayreuthischen Stadtvogteiamt Bayreuth zu. Die Dorf- und Gemeindeherrschaft hatte das Hofkastenamt Bayreuth. Grundherren waren
- das Fürstentum Bayreuth unmittelbar (26 Anwesen):
  - Hofkastenamt Bayreuth (13 Anwesen: 3 Halbhöfe, 5 Sölden, 2 Mühlen, 3 Tropfsölden),
  - Hofkanzlei Bayreuth (10 Anwesen: 1 Söldengut mit Zapfenschenke, 2 Söldengütlein, 2 Gütlein, 1 Tropfsölde, 1 Viertelsölde, 2 Tropfhäuser, 1 Haus),
  - Stiftskastenamt Himmelkron (2 Halbhöfe),
  - Amt St. Johannis (1 Haus);
- das Fürstentum Bayreuth mittelbar (4 Anwesen):
  - die Pfarrei Bindlach (1 Gütlein),
  - das Gotteshaus Bayreuth (1 Söldengütlein),
  - die Hospitalprädikatur Bayreuth (1 Gut),
  - das Hospital Bayreuth (1 Sölde);
- das Rittergut Danndorf (1 Halbhof, 1 Sölde);
- das Rittergut Laineck (1 Schloss, 2 Höfe, 2 Halbhöfe, 3 Söldengüter, 3 Sölden, 1 Tropfhaus).[19]

Von 1797 bis 1810 unterstand der Ort dem Justiz- und Kammeramt Bayreuth. Nachdem im Jahr 1810 das Königreich Bayern das Fürstentum Bayreuth käuflich erworben hatte, wurde Laineck bayerisch. Infolge des Gemeindeedikts wurde Laineck dem 1812 gebildeten Steuerdistrikt Sankt Johannis zugewiesen. Zugleich entstand die Ruralgemeinde Laineck, zu der Friedrichsthal, Hölzleinsmühle, Oschenberg, Pudermühle, Riedelsgut, Rodersberg und Walkmühle gehörten. Sie war in Verwaltung und Gerichtsbarkeit dem Landgericht Bayreuth zugeordnet und in der Finanzverwaltung dem Rentamt Bayreuth (1919 in Finanzamt Bayreuth umbenannt). In der freiwilligen Gerichtsbarkeit unterstanden neun Anwesen bis 1848 dem Patrimonialgericht Laineck und zwei Anwesen bis 1836 dem Patrimonialgericht Danndorf. Reißenpeunth und Spinnerei wurden in der ersten Hälfte des 19. Jahrhunderts auf dem Gemeindegebiet gegründet. Ab 1862 gehörte Laineck zum Bezirksamt Bayreuth (1939 in Landkreis Bayreuth umbenannt). Die Gerichtsbarkeit blieb beim Landgericht Bayreuth (1879 in Amtsgericht Bayreuth umgewandelt). Die Gemeinde hatte ursprünglich eine Gebietsfläche von 6,211 km². Am 1. April 1939 wurden Hölzleinsmühle, Reißenpeunth und Riedelsgut nach Bayreuth eingegliedert. Dadurch verringerte sich die Gebietsfläche 4,701 km². auf Im Zuge der Gebietsreform in Bayern wurde die Gemeinde Laineck am 1. Juli 1972 nach Bayreuth eingemeindet.

### Baudenkmäler
- Ehemaliges Schloss Laineck
- Kriegerdenkmal

ehemalige Baudenkmäler
- Haus Nr. 61⁄2: Ehemals zum Schloss gehöriges Wirtschaftsgebäude des 18. Jahrhunderts Zweigeschossig, sehr schlicht.[24]
- Haus Nr. 54a: Im zugehörigen Park Gartenskulpturen: Zwei große Rocaillevasen. Auf fünf runden Sockeln musizierende und spielende Puttenpaare. Ferner Bayreuther Stadtwappen, gehalten von zwei Putti, darüber Brandenburger Adler. Sämtliche Skulpturen sind aus Sandstein, um Mitte des 18. Jahrhunderts. Sie dürften aus ehemals markgräflichen Parkanlagen (Eremitage, Fantaisie oder Sanspareil) erworben worden sein. – Gartentor mit zwei großen vierseitigen Pfeilern, die mit Blumenvasen bekrönt sind.[24]

### Einwohnerentwicklung
Gemeinde Laineck
| Jahr      | 1822   | 1840   | 1852   | 1855   | 1861   | 1867   | 1871   | 1875   | 1880   | 1885   | 1890   | 1895   | 1900   | 1905   | 1910   | 1919   | 1925   | 1933   | 1939   | 1946   | 1950   | 1952   | 1961   | 1970   |
| Einwohner | 355    | 457    | 524    | 534    | 582    | 616    | 623    | 610    | 661    | 695    | 670    | 740    | 847    | 902    | 951    | 921    | 969    | 1122   | 1020   | 1235   | 1332   | 1372   | 1955   | 2050   |
| Häuser    | 53     |        |        |        |        |        | 79     |        |        | 77     | 77     |        | 85     |        |        |        | 94     |        |        |        | 134    |        | 252    |        |
| Quelle    | [ 20 ] | [ 26 ] | [ 26 ] | [ 26 ] | [ 27 ] | [ 28 ] | [ 29 ] | [ 30 ] | [ 31 ] | [ 32 ] | [ 33 ] | [ 26 ] | [ 34 ] | [ 26 ] | [ 35 ] | [ 26 ] | [ 21 ] | [ 26 ] | [ 26 ] | [ 26 ] | [ 23 ] | [ 26 ] | [ 36 ] | [ 37 ] |

Ort Laineck
| Jahr      | 001819 | 001822 | 001861 | 001871 | 001885 | 001900 | 001925 | 001950 | 001961 | 001970 | 001987 |
| Einwohner | 243 *  | 213 +  | 381    | 445    | 430    | 517    | 665    | 821    | 1571   | 1645   | 1927 † |
| Häuser    |        | 35 +   |        |        | 48     | 52     | 57     | 78     | 194    |        | 375 †  |
| Quelle    | [ 38 ] | [ 20 ] | [ 27 ] | [ 29 ] | [ 32 ] | [ 34 ] | [ 21 ] | [ 23 ] | [ 36 ] | [ 37 ] | [ 1 ]  |

## Religion
Laineck ist seit der Reformation evangelisch-lutherisch geprägt und war ursprünglich nach St. Johannis gepfarrt. Heute ist für die Protestanten die Pfarrei Epiphaniaskirche (Laineck) und für die Katholiken die Pfarrei St. Johannes Nepomuk (Laineck) zuständig. Erstere wurde im evangelischen Gemeindezentrum anstelle einer Garnisonskirche verwirklicht und erhielt im Herbst 1973 einen Glockenturm.

## Infrastruktur

### Schule und Kindergarten
Seit 1846 existierte im nahen Friedrichsthal eine Flachsspinnerei, in der zahlreiche Lainecker Arbeit fanden. Nachdem im ehemaligen Schulhaus Räume freigeworden waren, konnte der neu gegründete Verein Kinderbewahranstalt Laineck dort 1911 eine „Kleinkinderschule“ – hauptsächlich für Arbeiterkinder – eröffnen. Im Schulsaal wurden außerhalb der Mittagszeit 50 Jungen und Mädchen mit rigiden Erziehungsmethoden bei einem Entgelt von zunächst 10 Pfennig pro Woche beaufsichtigt. In den 1920er Jahren schwankte die Kinderzahl zwischen 30 und 60 bei einer Altersspanne von vier Wochen bis 15 Jahre. Ab den 1930er Jahren durften die Kleinen auch über Mittag im Kindergarten bleiben, mussten mangels Betten aber mit dem Kopf auf den verschränkten Armen am Tisch Mittagsschlaf halten. Im Mai 1938 übernahm die Nationalsozialistische Volkswohlfahrt bis zum Ende des „Dritten Reichs“ die Einrichtung. Im Februar 1978 konnte der Kindergarten in das ehemalige Schloss, das bis 1972 als Gemeindekanzlei und Wohnhaus gedient hatte, umziehen.

### Verkehr

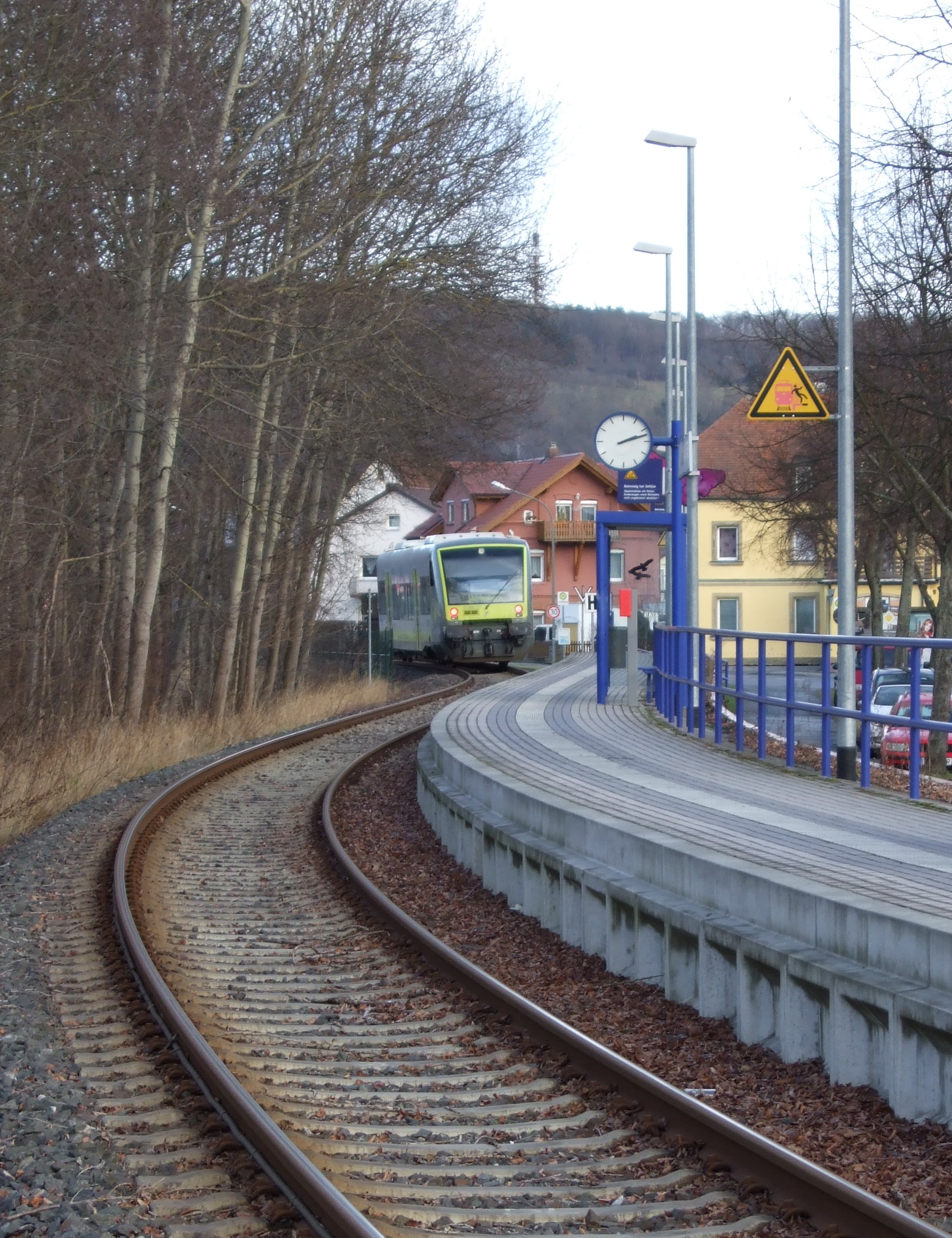
Haltepunkt Laineck

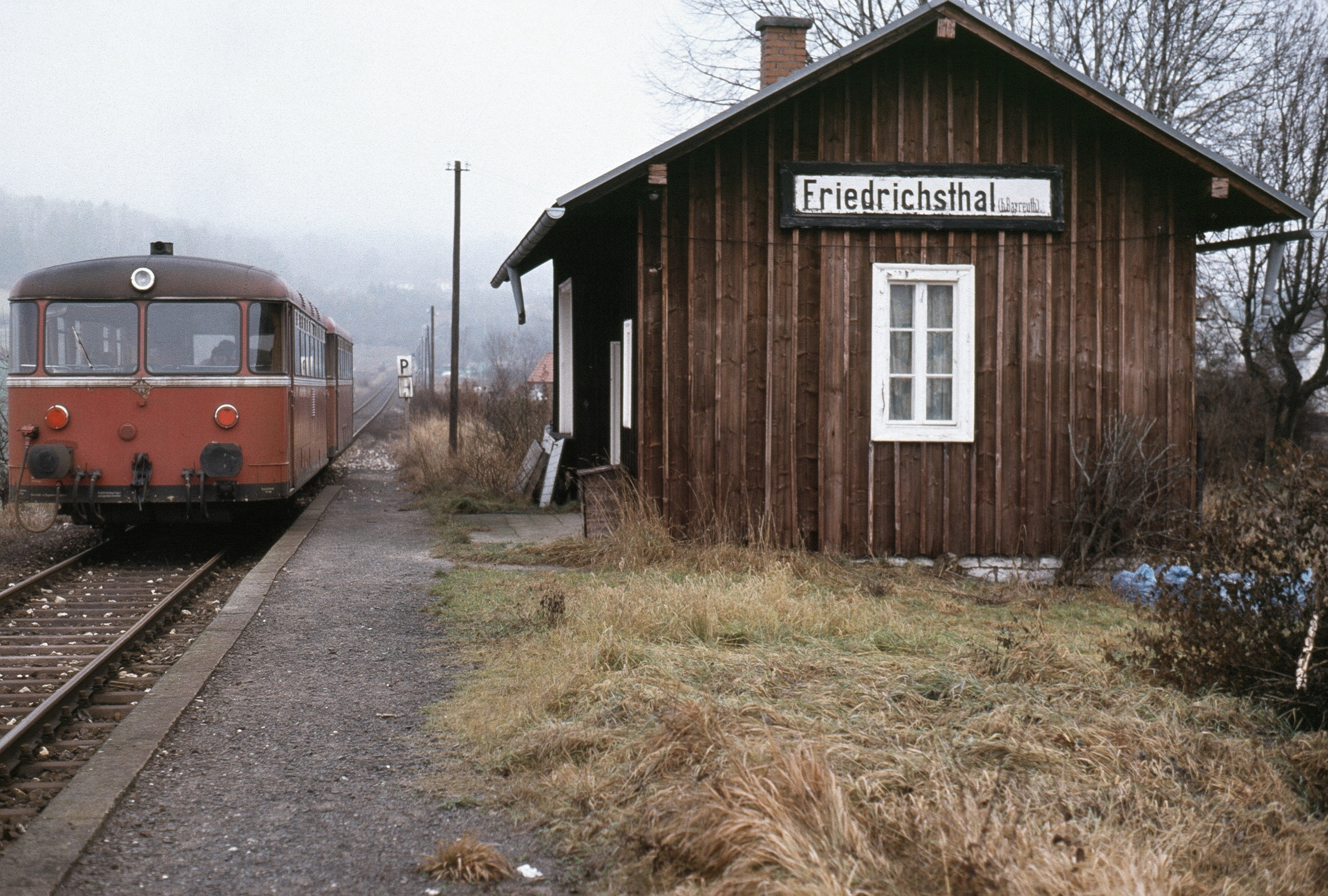
In Oberend gelegene Bahnstation Friedrichsthal (1987)

Hauptachse und nördliche Begrenzung ist die Warmensteinacher Straße, die nach dem Bau der Umgehungsstraße ihre Funktion als Ausfallstraße ins Fichtelgebirge verloren hat. 
Am 15. August 1896 wurde die Nebenbahn von Bayreuth nach Warmensteinach eröffnet. Während Laineck nur einen Haltepunkt bekam, erhielt die im Gemeindegebiet gelegene Station Friedrichsthal ein Agenturgebäude und ein – nicht mehr existentes – Ladegleis. Beide Stationen werden heute im Stundentakt von Dieseltriebwagen in der Relation Bayreuth–Weidenberg bedient.
Die Stadtbusse der VGN-Linie 301 verkehren im angenäherten 20-Minuten-Takt mit Lücken von bis zu 38 Minuten.

### Flugplatz
Nördlich der Bahnstrecke nach Warmensteinach befand sich an der Bindlacher Allee der Flugplatz Laineck, der am 2. August 1925 mit einem Flugtag eingeweiht wurde. Die 1930 bereits als „Flughafen“ bezeichnete Anlage weckte Hoffnungen, die Lage der Stadt abseits der Haupt-Eisenbahnstrecken zu verbessern. Im genannten Jahr wurden 119 ankommende und 82 abgehende „Luftfahrgäste“ gezählt.
Seit 1929 beherbergte er die Propellermaschine der Bayreuther Fliegerin Lisl Schwab, die als Fallschirmspringerin nationale Berühmtheit erlangte. Zur fliegenden Bayreuther Prominenz gehörte auch der NS-Gauleiter und Kultusminister Hans Schemm, der 1935 dort beim Start tödlich verunglückte. Adolf Hitler landete als Festspielgast mit persönlichem Piloten in einer Ju 52, die während seiner Aufenthalte dort auf ihn wartete.
Mit dem Zweiten Weltkrieg endete die kurze Geschichte des Lainecker Flugplatzes. Das Gelände wurde zunächst für den Aufbau eines Flüchtlingslagers und später von der Bundeswehr (Markgrafenkaserne) genutzt. Die Flughalle wurde Anfang der 1960er Jahre abgerissen. Der südliche Teil des ehemaligen Flugplatzes beherbergt das Gewerbegebiet Sankt Georgen Ost.
Siehe auch: Verkehrslandeplatz Bayreuth#Anfänge der zivilen Fliegerei in Bayreuth

## Persönlichkeiten
- Heinrich Vogel (1912–1997), Politiker und Mitglied des Bayerischen Landtags